# Parlamento Helénico
O Parlamento Helênico (em grego: Ελληνικό Κοινοβούλιο, romanizado: Ellinikó Koinovoúlio), é o poder legislativo da Grécia, localizada no Antigo Palácio Real, com vista para Praça Syntagma em Atenas. O parlamento é a instituição democrática suprema que representa os cidadãos por meio de um corpo eleito de membros do Parlamento.
É uma legislatura unicameral de 300 membros, eleitos para um mandato de quatro anos. Em 1844-1863 e 1927-1935, o parlamento era bicameral com uma câmara alta (o Senado; grego: Γερουσία, romanizado: Gerousía) e uma câmara baixa (a Câmara dos Deputados; Βουλή των Αντιπροσώπων, Voulí ton Antiprosópon). Vários estadistas gregos importantes serviram como presidente do Parlamento Helênico.

## História

### Monarquia semiconstitucional, 1843–1862
O primeiro parlamento nacional do estado grego independente foi estabelecido em 1843, após a Revolução de 3 de setembro, que forçou o rei Oto a conceder uma constituição. A constituição de 1844 estabeleceu uma monarquia semiconstitucional sob o poder decisivo do monarca, que exercia o poder legislativo em conjunto com a câmara dos representantes eleita e o senado nomeado. Também estabeleceu a responsabilidade dos ministros em relação aos atos do monarca que os nomeava e suspendia.

### Monarquia constitucional, 1864–1909
Em outubro de 1862, uma onda crescente de descontentamento levou o povo e os militares a se rebelarem novamente contra o rei Otão e expulsá-lo junto com a dinastia Wittelsbach. A revolta marcou o início de uma nova dinastia, com Jorge Cristiano Guilherme da dinastia Schleswig-Holstein-Sønderburg-Glücksburg como monarca. A constituição de 1864 criou um parlamento unicameral (unicameral), eleito para um mandato de quatro anos, e aboliu o senado. Além disso, o rei preservou o direito de convocar sessões parlamentares ordinárias e extraordinárias e dissolver o parlamento a seu critério, desde que o gabinete assinasse e endossasse o decreto de dissolução.  Com as revisões de 1911 e 1952, durou mais de um século; Um de seus elementos mais importantes foi a restauração do princípio da soberania popular.

### Constituição de 1911
Em 1911, uma revisão da constituição resultou no fortalecimento dos direitos humanos, no reforço do Estado de Direito e na modernização das instituições, entre elas o parlamento. No que diz respeito à proteção dos direitos individuais, as emendas mais notáveis à constituição de 1864 foram uma proteção mais eficaz da segurança individual, a igualdade na tributação, o direito de reunião e a inviolabilidade do domicílio. Além disso, a constituição facilitou a expropriação para que a terra fosse alocada aos agricultores pobres, ao mesmo tempo em que garantiu a proteção judicial dos direitos de propriedade. Finalmente, foi a primeira vez que a constituição previu a educação obrigatória e gratuita para todos, enquanto o processo de revisão constitucional foi simplificado.

### Constituição de 1927
A constituição de 1927 previa um chefe de Estado que o parlamento e o Senado elegeriam para um mandato de cinco anos. Este "Presidente da República" seria considerado irresponsável do ponto de vista político; Ele não possuiria nenhum poder legislativo e só poderia dissolver o Parlamento com a aprovação do Senado. Também reconheceu o status dos partidos políticos como elementos orgânicos da política e estabeleceu sua representação proporcional na composição das comissões parlamentares.
Esta reforma da constituição também faz parte da Segunda República Helênica, em referência ao Estado grego usando uma democracia republicana como forma de governança.  Esta mudança constitucional foi iniciada em janeiro de 1924 e iniciada em 13 de abril de 1924 pela quarta assembleia nacional.[carece de fontes?]

### 1952–1967
Após a Segunda Guerra Mundial, o desenvolvimento das instituições parlamentares foi retomado em 1948 e no início da década de 1950. A constituição de 1952 consistia em 114 artigos e, em grande medida, estava fortemente ligada às constituições de 1864 e 1911. Suas inovações centrais foram a institucionalização explícita do parlamentarismo e a consolidação, pela primeira vez, do direito de voto das mulheres, bem como de seu direito de se candidatar a cargos parlamentares. Em fevereiro de 1963, o governo de Konstantinos Karamanlis apresentou uma proposta para uma extensa revisão da constituição, mas a proposta nunca foi colocada em prática porque apenas alguns meses após sua apresentação, o governo renunciou e o parlamento foi dissolvido.

### Democracia parlamentar presidencial, 1975–presente
Após sete anos de ditadura militar, em 8 de dezembro de 1974, um referendo foi realizado para decidir a natureza da forma de governo. Por uma maioria de 69,18%, os gregos decidiram contra uma monarquia constitucional e por uma república parlamentar. A constituição de 1975 foi redigida usando as de 1952 e 1927, bem como o projeto de propostas de revisão constitucional de 1963, enquanto várias cláusulas também foram baseadas na constituição da Alemanha Ocidental de 1949 e na constituição francesa de 1958. Incluía várias cláusulas sobre direitos individuais e sociais, em consonância com os desenvolvimentos da época, e introduzia uma democracia presidencial/parlamentar, em que o chefe de Estado (presidente) mantinha o direito de interferir na política.

### Revisões constitucionais de 1986, 2001 e 2008
A atual constituição da Grécia foi revisada três vezes, com a primeira ocorrendo em 1986, quando as responsabilidades do presidente foram significativamente reduzidas. Em 2001, uma revisão muito extensa ocorreu com um total de 79 artigos alterados. A nova Constituição revisada introduziu novos direitos individuais, como a proteção de dados genéticos e identidade ou a proteção de dados pessoais contra processamento eletrônico, e novas regras de transparência na política (sobre financiamento de partidos políticos, gastos eleitorais, relações dos proprietários de mídia com o Estado, etc.). Modernizou as funções parlamentares, apoiou a descentralização, elevou o status de autoridades independentes fundamentais a instituições constitucionais e adotou suas disposições sobre desqualificações e incompatibilidades dos parlamentares com a realidade atual, levando em consideração a jurisprudência do Supremo Tribunal Especial. A revisão mais recente ocorreu em 2008 e introduziu várias reformas e emendas; revogou a incompatibilidade profissional e, quanto às medidas de crescimento e desenvolvimento que se estendiam às áreas insulares e montanhosas, a administração central passou a assumir uma responsabilidade especial. Também conferiu ao parlamento o poder de avançar com as propostas caso certas condições prévias se apliquem, para alterar o orçamento, bem como um procedimento ad hoc para o Parlamento supervisionar a execução do orçamento.[carece de fontes?]

## Composição, eleição e posse

### Composição
O parlamento grego tem atualmente 300 membros. Embora a constituição não determine o número total de parlamentares, ela estipula que não deve haver menos de duzentos (200) ou não mais de trezentos (300), e desde 1952 seu número foi fixado em 300. Os deputados são eleitos para um mandato de quatro anos através de um sistema de representação proporcional "reforçada" em 56 círculos eleitorais, 48 dos quais são de vários assentos e 8 de assento único.

### Eleição
Dos 300 assentos, 250 são eleitos proporcionalmente, com os eleitores selecionando o candidato (ou candidatos dependendo do tamanho do eleitorado) de sua escolha, marcando seu nome na cédula do partido. Os outros 50 são dados como bônus para o partido que recebe a maior parte dos votos e são preenchidos por candidatos desse partido não declarados eleitos nos degraus mais baixos (os círculos eleitorais).
Todos os cidadãos gregos com idade igual ou superior a 25 anos à data da eleição são elegíveis para ocupar um lugar no parlamento, desde que sejam elegíveis para votar e não se enquadrem em nenhum dos critérios de desqualificação previstos na Constituição. Com exceção dos professores universitários, os funcionários públicos (incluindo membros das Forças Armadas) estão impedidos de concorrer ao parlamento, a menos que renunciem permanentemente ao cargo antes da promulgação.

### Grupos parlamentares
Uma vez que os deputados assumem o cargo, eles formam grupos parlamentares. Um grupo parlamentar no Parlamento grego deve ser composto por, pelo menos, dez deputados que sejam membros do mesmo partido. Cinco deputados também devem ser suficientes, desde que o partido a que pertencem tenha votado em pelo menos dois terços (2/3) dos distritos eleitorais e tenha obtido pelo menos três por cento (3%) do número total de cédulas válidas no país. Desde que seja um deputado eleito, um líder partidário preside ao respectivo grupo parlamentar.  Podem nomear até dois suplentes, embora o presidente do maior grupo parlamentar, aquele que está efetivamente no governo, bem como o presidente do principal partido da oposição, possam nomear até três suplentes cada.  Existem instalações parlamentares destinadas ao uso exclusivo de grupos parlamentares e deputados independentes e os grupos parlamentares têm suas próprias secretarias administrativas compostas por pessoal revogável. A superfície, o número de escritórios e o número de funcionários revogáveis que trabalham para grupos parlamentares dependem de seu respectivo tamanho e força eleitoral.  O presidente do grupo parlamentar com a segunda maior proporção de deputados, ou seja, chefe do partido político que não está no governo, é referido como o líder da grande oposição e goza de prerrogativas especiais, como tempo extra para falar perante a assembleia.

### Posse
Os membros do parlamento estão imunes a processos criminais, prisão ou detenção durante o exercício do cargo com exceção de crimes cometidos em flagrante delito. Eles também estão imunes a ter que fornecer qualquer informação a qualquer autoridade sobre suas funções legislativas e deliberações.  No entanto, tanto a constituição quanto as ordens permanentes permitem que o Ministério Público solicite ao parlamento que levante a imunidade de um deputado por um crime específico, com os parlamentares decidindo por meio de votação aberta.  Os supostos crimes cometidos por membros do gabinete (incluindo não deputados) ou pelo presidente da república são primeiro investigados por um comitê parlamentar ad hoc, com os parlamentares votando as recomendações do comitê. Se o parlamento determinar que existem provas suficientes para a acusação, é criado um tribunal especial ad hoc.

## Grupos parlamentares
| Partido | Partido                                   | Ideologia                | Espectro         | Mandatos  |
| ------- | ----------------------------------------- | ------------------------ | ---------------- | --------- |
|         | Nova Democracia                           | Democracia cristã        | Centro-direita   | 158 / 300 |
|         | SYRIZA                                    | Socialismo democrático   | Esquerda         | 86 / 300  |
|         | Movimento pela Mudança                    | Social-democracia        | Centro-esquerda  | 22 / 300  |
|         | Partido Comunista da Grécia               | Comunismo                | Extrema-esquerda | 15 / 300  |
|         | Solução Grega                             | Conservadorismo nacional | Direita          | 10 / 300  |
|         | Frente da Desobediência Realista Europeia | Socialismo democrático   | Esquerda         | 9 / 300   |